# Puerto General San Martín
Puerto General San Martín ist eine Hafenstadt am Río Paraná in der Provinz Santa Fe von Argentinien. Sie liegt 35 Kilometer nördlich von Rosario.

## Geschichte
Der Ort wurde 1889 von dem Schotten William Kirk gegründet. Kirk wanderte mit 26 Jahren nach Argentinien ein und widmete sich der Landwirtschaft, insbesondere dem Getreideanbau. 1879 erwarb er Agrarland am Ufer des Paraná. Sein Ziel war es, auf seinem Land eine Siedlung mit Namen Linda Vista zu gründen. Er wandte sich 1888 an den Gouverneur der Provinz, der seinen Plan im folgenden Jahr genehmigte. Anschließend entschied sich Kirk, den neuen Ort Kirkton zu nennen. Allerdings siedelten sich dort lange Zeit keine weiteren Bewohner an. Er installierte die erste Mühle der Region und baute die erste Bootsanlegestelle, von der er seine Güter exportierte. Der Ort wurde schließlich nach dem Nationalhelden José de San Martín benannt und entwickelte sich zu einem der bedeutendsten Exporthäfen von Agrarprodukten des Landes. Im November 2000 wurde der Ort zur Stadt erklärt.

## Wirtschaft
Die günstige Lage am Río Paraná, der hier 600 m breit ist und von Schiffen mit einem Tiefgang von 9,75 m befahren werden kann, zog zahlreiche Unternehmen der Agrarindustrie, Chemie, Petrochemie und Mineralölindustrie an. Aufgrund der sehr fruchtbaren Böden dieser Gegend werden über den Hafen jährlich Agrarprodukte im Wert von 4 Milliarden US-Dollar exportiert. Außerdem werden seit 1997 Edelmetalle wie Gold, Silber und Kupfer von einem speziell eingerichteten Terminal ausgeführt. Die Fahrt auf dem Paraná nach Puerto General San Martín ist gebührenfrei. Für die Nutzung der Wasserstraße Paraná-Paraguay ab Santa Fe in nördliche Richtung verlangt Argentinien seit 2023 eine Mautgebühr.

## Kultur
Im historischen Bahnhof, der von 1889 bis 1970 in Betrieb war, wurde 1996 das Museo Estación Cullen eingerichtet. Ein weiteres Museum, das Museo Histórico y Geográfico del Río Paraná, wurde 2022 eingeweiht. Es werden Gegenstände, Bilder, Filme und Wandmalereien gezeigt, die die Geomorphologie des Paraná und dessen Hauptzuflüsse, die Flora und Fauna sowie die wichtigsten Städte und Häfen des Flusses in seinen verschiedenen Abschnitten erklären. Die Stadt verfügt seit 2022 auch über ein neu errichtetes, städtisches Theater und ein Kulturzentrum.

## Persönlichkeiten
- Nicolás Moreno (1928–1996), argentinischer Fußballspieler